# 동양의과대학
동양의과대학(東洋醫科大學, Oriental Medicine College)은 대한민국 서울특별시 동대문구에 있었던 사립 대학이다. 1965년 9월, 경희대학교와 통합하여 경희대학교 의과대학으로 개편 후 폐지되었다.

## 연혁
연혁은 다음과 같다.
- 1948년 - 동양대학관 설립
- 1953년 - 서울한의과대학으로 개교
- 1955년 - 동양의약대학으로 변경
- 1964년 - 동양의과대학으로 변경
- 1965년 - 경희대학교와 통합 및 한의과대학 및 약학대학으로 개편